# L'Imperatore (opera)
L'imperatore è un'opera musicale composta da Carlo Franci, su libretto di Luigi Silori.
Fu messa in scena per la prima volta il 19 ottobre 1958 al Teatro Donizetti di Bergamo. La "prima" fu diretta dallo stesso Carlo Franci, prodotta da Fantasio Piccoli e vide come interpreti: Lisetta Landoni, Annamaria Vallin, Giulio Brogi, Mario Mariani, Raffaele Bondini.